# Pterygophyllum crassirete
Pterygophyllum crassirete là một loài Rêu trong họ Hookeriaceae. Loài này được Matteri mô tả khoa học đầu tiên năm 1972.